# Utricularia julianae
Utricularia julianae — вид рослин із родини пухирникових (Lentibulariaceae). 

## Таксономічні примітки
Новий вид попередньо поміщається в секцію Martinia через велику схожість коробочок U. julianae й U. tenuissima; для підтвердження потрібен філогенетичний аналіз.

## Етимологія
Видовим епітетом вшановано дружину Джуліану Коста да Сілва, яка багато років супроводжувала автора під час польових і гербарних робіт у Південній Америці.

## Біоморфологічна характеристика
Це тонка трав'яниста, одностебельна, однорічна, наземна рослина 3.5–5.5 см заввишки. Стебло ниткоподібне. Ризоїди нечисленні (зазвичай 3–5), ниткоподібні, ≈ 3.5–5.5 мм завдовжки й ≈ 0.1 мм у товщину. Столони відсутні. Листки були відсутні на момент збору (час цвітіння). Пастки нечисленні, на ризоїдах, еліпсоїдні, 0,3 × 0.2 мм, рот збоку. Суцвіття прямовисні, поодинокі, прості, з 1–2(3) квітками. Частки чашечки нерівні, голі, з єдиною центральною жилкою, верхня частка яйцювата, 0.8–0.9 × 0.5–0.6 мм, на верхівці гостра або тризубчаста, нижня частка вузько-яйцювата, 0.8–0.9 × 0.4 мм, на тупій верхівці мала виїмка. Віночок чисто білий (від білого до блідо-пурпурувато-білого в сухому вигляді) з жовтою плямою біля основи нижньої губи; верхня губа завдовжки 2–2.2 мм, глибоко дволопатева; шпора пряма, коротша і перпендикулярна до нижньої губи. Коробочка дуже вузько довгасто-яйцювата, 1.5–1.7 × 0.4–0.5 мм. Насіння завдовжки ≈ 0.10 мм.

## Середовище проживання
Ендемік Французької Гвіани.
Єдина відома колекція цього виду походить із Саване Джардін Каше (кілька км по повітрю від річки Ояпок), відкритої савани, де переважають Poaceae, Cyperaceae, з частими плямами Eriocaulaceae та оточеної первинним лісом. Спостережена невелика популяція складалася з не більше 50 особин і росла в напівтіні навколишнього лісу.